# Seznam mest na Nizozemskem
Seznam mest na Nizozemskem.

## A
- Aalsmeer
- Alkmaar
- Amersfoort
- Amsterdam
- Apeldoorn
- Arnhem

## B
- Breda

## D
- Delft
- Deventer

## E
- Edam
- Eindhoven
- Enkhuizen

## G
- Gouda
- Groningen

## H
- Haag
- Haarlem
- 's-Hertogenbosch
- Hilversum
- Hoorn

## L
- Leeuwarden
- Leiden
- Lisse

## M
- Maastricht
- Middelburg

## N
- Nijmegen

## O
- Ommen

## P
- Purmerend

## R
- Roermond
- Rotterdam

## S
- Scheveningen

## V
- Valkenburg aan de Geul

## Z
- Zaanstad
- Zandvoort